# Научни скептицизам
Научни скептицизам је испитивање да ли су тврдње у складу са емпиријским истраживањем. На пример, Роберт К. Мертон тврди да све идеје морају бити тестиране и да подлежу ригорозним надзору заједнице.

## Термин
Научни скептицизам се често назива и рационаланим скептицизмом или скептичном истрагом.
Научни скептицизам се разликује од филозофског скептицизма, који испитује наше знање о природи. Нови скептицизам је описао Пола Курца као научног скептика.

## Преглед
Научне скептици сматра да емпиријска студија стварности доводи до истине и да је научни метод најпогоднији за ту студију.
Научни скептици покушавају да процене хипотезе верификацијом и да спрече усвајања тврди заснованих на вери. Они не тврде да се необичне изјаве морају аутоматски одбити на a priori основама, већ тврде да изјаве о паранормалним или абнормалним појавама треба критички посматрати и да невероватне тврдње захтевају невероватне доказе у своју корист.
Скептицизам је и сам део научног метода; на пример, експериментални резултат се не сматра потврдом док се не понови резултат.

## Примери
Неке од тема које научни скептицизам испитује су алтернативна медицина, натприродне моћи (попут тарот читања) и појединци (анђели, божанства, полтергајсти), чудовишта криптозоологије (попут Чудовишта из Лох Неса), креационизам и интелигентни дизајн, теорије завере, радиестезија и све остале псеудонауке. Научни скептици испитују тврдње за које мисле да су маловероватне.

## Опасности псеудонаука
Антички грчки филозоф Платон је веровао да је ослобођење других од незнања, без обзира на њихов првобитни отпор, велика и племенита ствар. Модерни скептични писци решавају овај проблем на различите начине.
Бертранд Расел је тврдио да су појединачне акције човека засноване на његовим уверењима, а ако та уверења нису подржана доказима, могу имати разорне последице.
Џејмс Ранди такође често пише о преварама шарлатана. Критичари алтернативне медицине често указују на лоше савете квалификованих стручњака, који могу да доведу до озбиљних повреда или смрти. Ричард Докинс указује на религију као извор насиља и сматра креационизам претњом биологије.